# Estadio Julio Lores Colán
El Estadio Julio Lores Colán es el estadio principal de la ciudad peruana de Huaral, capital del distrito y de la provincia homónimos, en el departamento de Lima.  Fue fundado en 1952, tiene una capacidad oficial de 5.962 espectadores; alberga los partidos del Unión Huaral, en la Tercera División del fútbol profesional peruano. Lleva ese nombre en homenaje al jugador Julio Lores Colán de origen huaralino que formó parte de la Selección Peruana que participó en el Mundial de Fútbol de Uruguay de 1930.
El recinto luce con el césped sintético Quality Pro, con certificación FIFA y único en el país, lo que lo convierte en un escenario de primer nivel y de talla internacional para albergar importantes eventos deportivos. Posee una tribuna preferencial, ubicada en occidente, cuenta con cuatro cabinas de transmisión para radio y televisión. El estadio tiene pista atlética y malla olímpica de seguridad, para que los jóvenes deportistas puedan practicar el atletismo, con la meta de integrar las próximas selecciones nacionales para representar al país en competencias internacionales. 
Esta sede deportiva se encuentra ubicado a cinco minutos del cercado de la ciudad, cerca de la avenida Chancay, la carretera rumbo a Chancay. 

## Capacidad
Este escenario deportivo tiene una capacidad oficial de 6.000 espectadores, aunque el valor aproximado es de 5.962 espectadores, sentados en sus cuatro tribunas, distribuidos como sigue:
- Norte y Sur: 1650 espectadores
- Oriente: 1176 espectadores
- Occidente: 1270 espectadores
- Palco: 216 espectadores

## Finales y Definiciones
| Fecha      | Local        | Resultado | Visitante           | Competición                 |
| ---------- | ------------ | --------- | ------------------- | --------------------------- |
| 30-11-2014 | Unión Huaral | 0 - 2     | Deportivo Municipal | Final Segunda División 2014 |